# Posens voetbalkampioenschap 1912/13
In 1912/13 werd het vijfde Posens voetbalkampioenschap gespeeld, dat georganiseerd werd door de Zuidoost-Duitse voetbalbond. FC Britannia Posen doorbrak de hegemonie van DSV Posen en werd kampioen waardoor ze mochten deelnemen aan de Zuidoost-Duitse eindronde. De club verloor in de voorronde SC Preußen Breslau. 
Voor het eerst nam er een club deel uit de stad Ostrowo. 

## Eindstand
| Plaats | Club               | Wed. | W | G | V | Saldo | Ptn   |
| ------ | ------------------ | ---- | - | - | - | ----- | ----- |
| 1.     | FC Britannia Posen | 4    | 4 | 0 | 0 | 07:01 | 08:00 |
| 2.     | Deutscher SV Posen | 4    | 3 | 0 | 1 | 00:00 | 06:02 |
| 3.     | SC Union Posen     | 4    | 2 | 0 | 2 | 00:00 | 04:04 |
| 4.     | FC Ostrowo         | 4    | 1 | 0 | 3 | 00:00 | 02:06 |
| 5.     | FC Viktoria Posen  | 0    | 0 | 0 | 0 | 00:00 | 00:00 |

|  | Kampioen                                |
|  | De club werd in december 1912 ontbonden |